# Leptocuma sheardi
Leptocuma sheardi är en kräftdjursart som beskrevs av Hale 1936. Leptocuma sheardi ingår i släktet Leptocuma och familjen Bodotriidae. Inga underarter finns listade i Catalogue of Life.